# فرانتس مارك
فرانتس مارك (بالإنجليزية:  (بالألمانية: Franz Marc) (8 فبراير 1880؛ 4 مارس 1916) هو رسام ألماني ومتخصص في الطباعة الفنية، وإحدى الشخصيات الرئيسية في الحركة التعبيرية في ألمانيا. وهو أحد المؤسسين لجريدة الفارس الأزرق (Der Blaue Reiter)، وهي جريدة أصبح اسمها في وقت لاحق مرادفًا للدائرة التي تشهد تعاون الفنانين فيها.

## النشأة والدراسة
ولد فرانتس مارك عام 1880 في ميونيخ، التي أصبحت لاحقًا عاصمة مملكة بافاريا. وكان والده ويلهلم (Wilhelm) رسام مناظر طبيعية محترفًا، وكانت أمه صوفيا (Sophie) كالفينية صارمة. في عام 1900، بدأ مارك في الدراسة في أكاديمية الفنون الجميلة ، ميونخ، حيث تعلم على يد جابرييل فون هاكل (Gabriel von Hackl)وويلهلم فون ديز (Wilhelm von Diez). وفي عامي 1903 و1907 قضى بعض الوقت في فرنسا، لا سيما في باريس، لزيارة متاحف المدينة ونسخ العديد من اللوحات، وهي الطريقة التقليدية التي كان الفنانون يدرسون من خلالها الأساليب وطرق تطويرها. وفي باريس تردد مارك على الأوساط الفنية، والتقى بالكثيرين منهم بما في ذلك الممثلة سارة برنار (Sarah Bernhardt). واكتشف أنه شديد الولع لدرجة وجود ما يشبه العلاقة الروحية مع عمل فينسنت فان غوخ (Vincent van Gogh).

## الزواج والأسرة
شارك مارك في العشرينيات من عمره في عدد من العلاقات المضطربة، بما في ذلك علاقة استمرت لسنوات طويلة مع آنيتي فون إيكاردت (Annette von Eckardt)، وهي تاجرة آثار متزوجة كانت تكبره بتسع سنوات. وتزوج مرتين الأولى من ماري شنيور (Marie Schnuer)، ثم من ماريا فرانك (Maria Franck).

## الحياة المهنية
سافر في عام 1906 مع أخيه الأكبر بول (Paul)، وهو خبير في الآثار البيزنطية، إلى سالونيك وجبل آثوس ومواقع يونانية أخرى. وبعد سنوات قليلة في عام 1910، أقام مارك صداقة قوية مع الفنان أغسطس ماكي (August Macke).
وفي عام 1911، أسس مارك جريدة الفارس الأزرق، التي أصبحت مركزًا لدائرة علاقات الفنان مع ماكي وفاسيلي كاندينسكي (Wassily Kandinsky) وآخرين قرروا الانشقاق عن حركة رابطة الفنانين الجدد (Neue Künstlervereinigung).
عرض مارك العديد من أعماله في أول معرض لمجلة الفارس الأزرق في معرض صور ثانهوزار (Thannhauser) في ميونخ الذي أقيم بين ديسمبر 1911 ويناير 1912. وكان على قمة الحركةالتعبيرية الألمانية، وتجول المعرض أيضًا في برلين وكولونيا وهاغن وفرانكفورت. وفي 1912، قابل مارك روبرت ديلاوناي (Robert Delaunay)، الذي أثر أسلوبه في استخدام الألوان ومنهجه المستقبلي كثيرًا في أعمال مارك. ونتيجة تأثره الشديد بالمدرسة المستقبلية والتكعيبية، تميزت طبيعة لوحات مارك بدرجة متزايدة من الشتت والتجرد.

### رائد التمويه
التحق مارك بسلاح الفرسان في الجيش، ولكن بحلول فبراير 1916، كما هو موضح في خطاب لزوجته، انجذب مارك إلى التمويه العسكري. ولاحظ مارك أن دور التمويه كان لإخفاء المدفعية من المراقبة الجوية للأعداء. وكان أسلوبه في التمويه يتمثل في طلاء أغطية القماش بـالتنقيط على نطاق واسع. وكان يشعر بالسعادة عند إنشاء سلسلة مكونة من تسع مدفعيات مثل الأغطية في الأنماط المختلفة «من مانيت إلى كاندينسكي»، شاكين في أن النوع الأخير قد يكون هو الأكثر تأثيرًا ضد الطائرات التي تبعد 2000 متر أو أكثر.
وبعد تعبئة الجيش الألماني أثناء الحرب العالمية الأولى، حددت الحكومة فنانين بارزين لينسحبوا من المعركة لحمايتهم. وكان مارك واحدًا من هؤلاء، ولكن قبل وصول القرار إليه، أصيب في رأسه ومات في الحال بسبب إصابته بشظية قذيفة أثناء معركة معركة فيردون في عام 1916.

## أسلوبه
قدم مارك 60 صورة مطبوعة تقريبًا، من الخشيب والطباعة الحجرية. وكانت معظم أعماله الكبيرة تصور الحيوانات، عادة في بيئتها الطبيعية. وكانت أعماله تتميز بلون أساسي فاتح، وصور تكعيبية للحيوانات، والبساطة الشديدة والشعور العاطفي العميق. جذب عمله الانتباه في الدوائر المؤثرة حتى في عصره. دمج مارك بين الدلالات أو الأهداف العاطفية والألوان التي استخدمها في عمله: كان يستخدم اللون الأزرق للتعبير عن الرجولة والروحانية، والأصفر يمثل الفرحة الأنثوية، بينما يعكس الأحمر صوت العنف. بعد تولي النازيين حكم البلاد قمعوا الفنون الحديثة؛ وفي عام 1936 و1937 أدان النازيون مارك كـفنان منحل، وأمروا بمصادرة 130 عملاً تقريبًا من أعماله من المتاحف الألمانية.
قد تكون لوحة تيرشيكسيل (Tierschicksale) هي الأكثر شهرة بالنسبة لفرانتس مارك (والمعروفة أيضًا باسم مصائر الحيوانات أو مصير الحيوانات), والمعلقة في متحف بازل للفنون. أكمل مارك هذا العمل في عام 1913، عندما «عم القلق من كارثة وشيكة ستحل بالمجتمع»، مثلما ذكر أحد المؤرخين الفنيين على الجزء الخلفي للقماش، كتب مارك («كل ما يجري ألم مستمر»). التحق بالتجنيد أثناء الحرب العالمية الأولى، وكتب لزوجته عن الرسم، أنه «مثل هاجس هذه الحرب الرهيبة والمحطمة. أتذكر بالكاد أني رسمتها.»

## تراثه الفني وأوسمة الشرف
- تميز منزل عائلته في ميونيخ بلوحة تاريخية.
- في أكتوبر 1998، حققت العديد من لوحات مارك أسعارًا قياسية في دار كريستيز للمزادات في لندن، بما في ذلك لوحة روت ريهي؛ 1 (الأيل الأحمر؛ 1) والتي بيعت بمبلغ 3.30 مليون دولار.
- وفي أكتوبر عام 1999, بيعت لوحته دير واسيرفال (الشلال) من خلال قاعة سوذبيز في لندن لأحد هواة تجميع الأعمال الفنية بمبلغ 5.06 ملايين دولار. كان هذا السعر يعد رقمًا قياسيًا لأعمال مارك، وجميع اللوحات الألمانية في القرن العشرين.

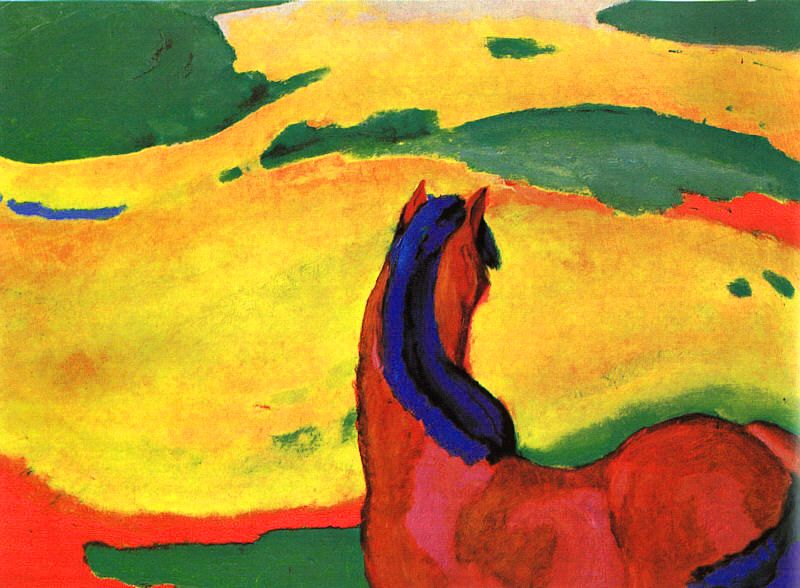
الخيل في منظر طبيعي متحف فولفانج، إيسن، 1910
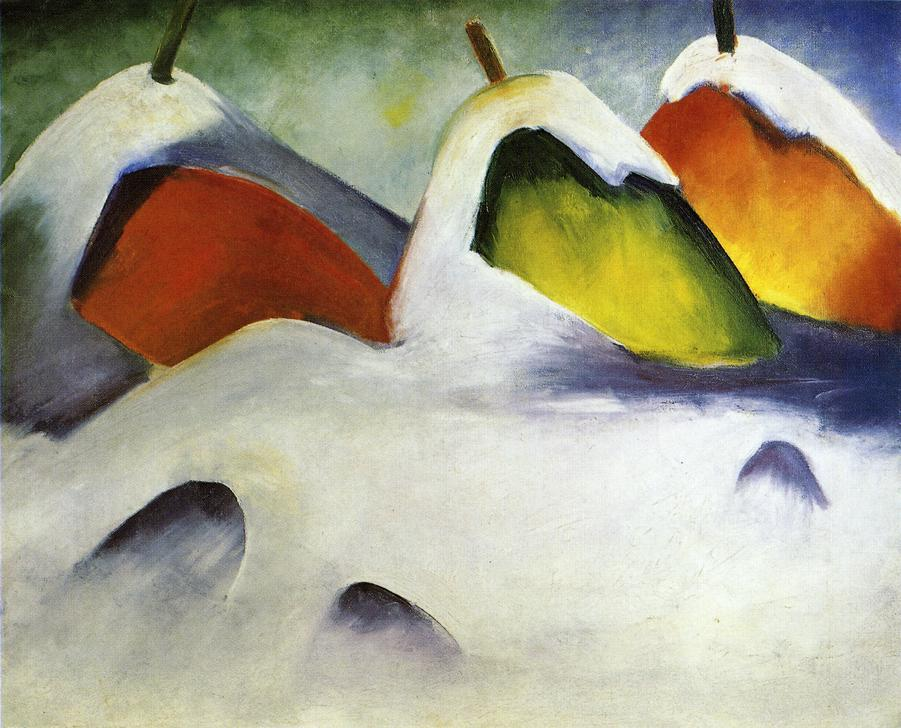
أكوام القش في الجليد، 1911
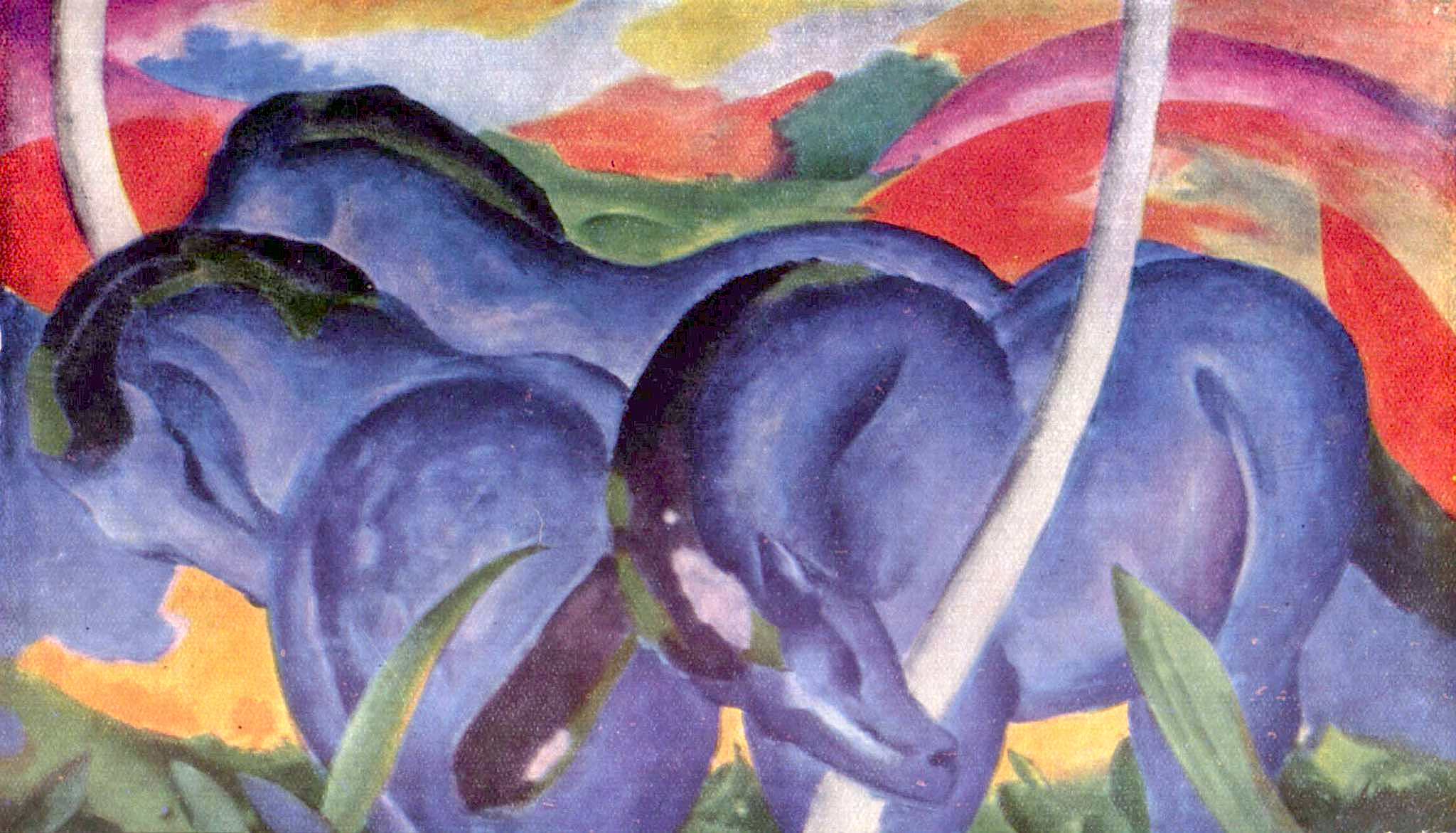
الخيول الكبيرة الزرقاء, مركز والكر للفنون، 1911
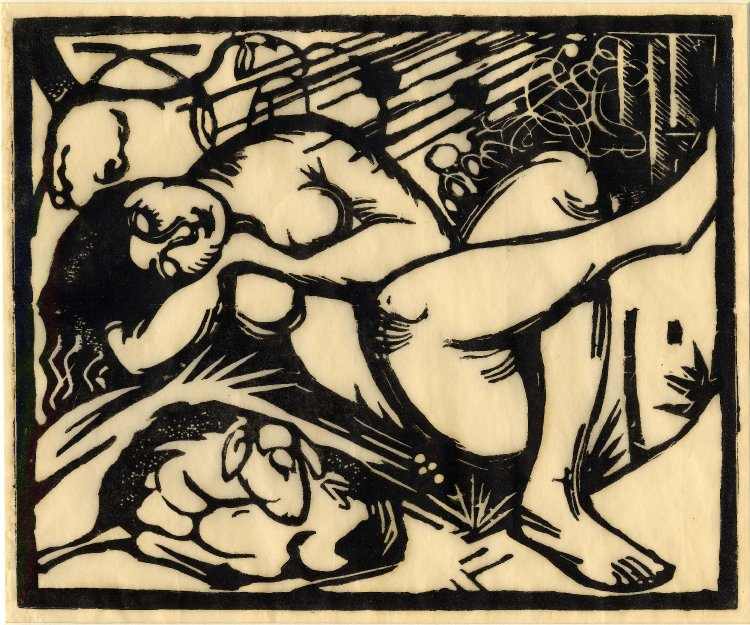
الراعي النائم، 1912، المتحف البريطاني
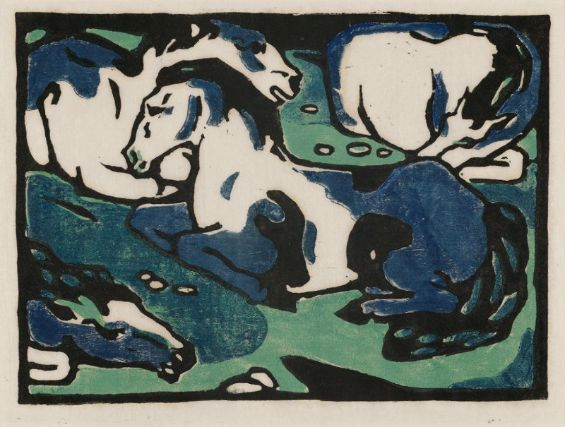
استراحة الخيول، 1911-1912، متحف الفنون الجميلة، بوسطن
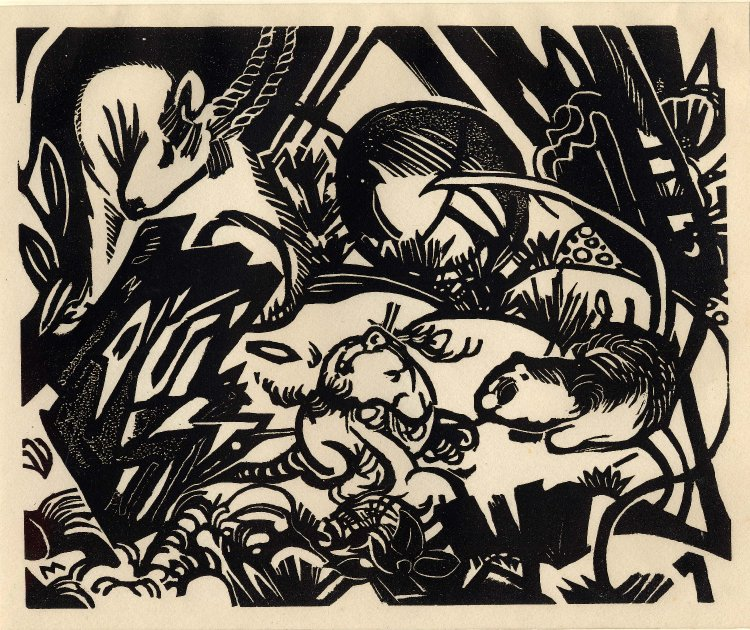
حيوانات أسطورية، 1912، المتحف البريطاني
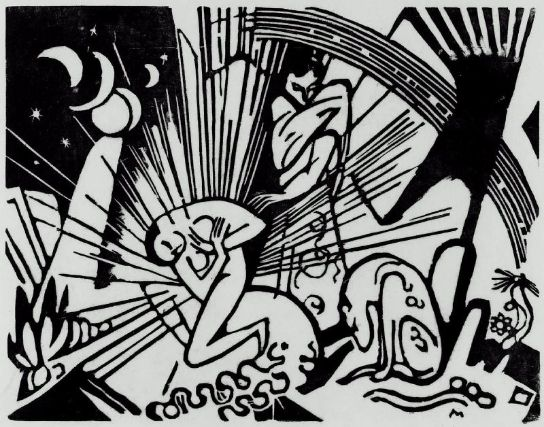
التكفير، 1912، متحف الفنون الجميلة، بوسطن
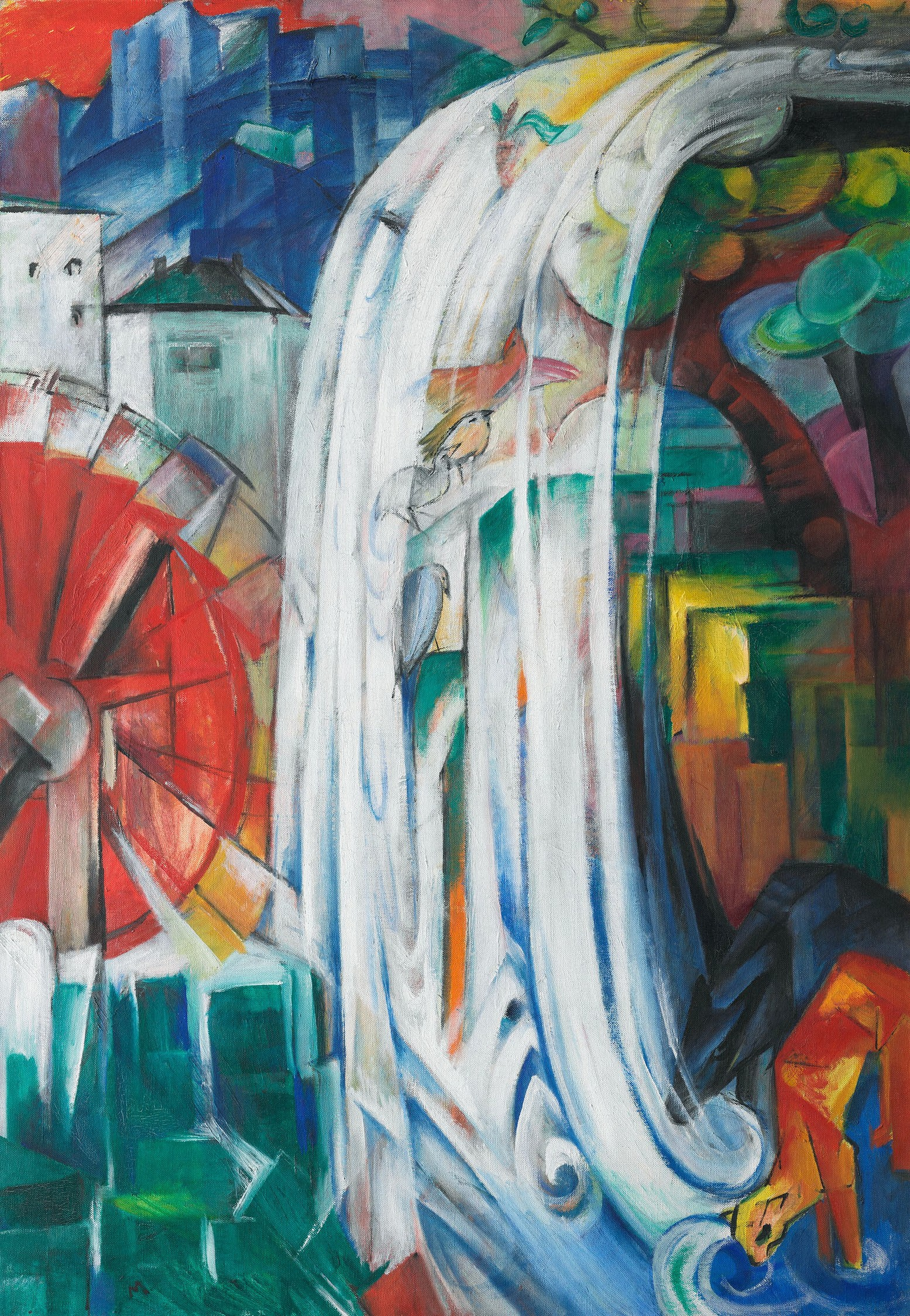
المطحنة المسحورة، 1913، معهد الفنون بشيكاغو
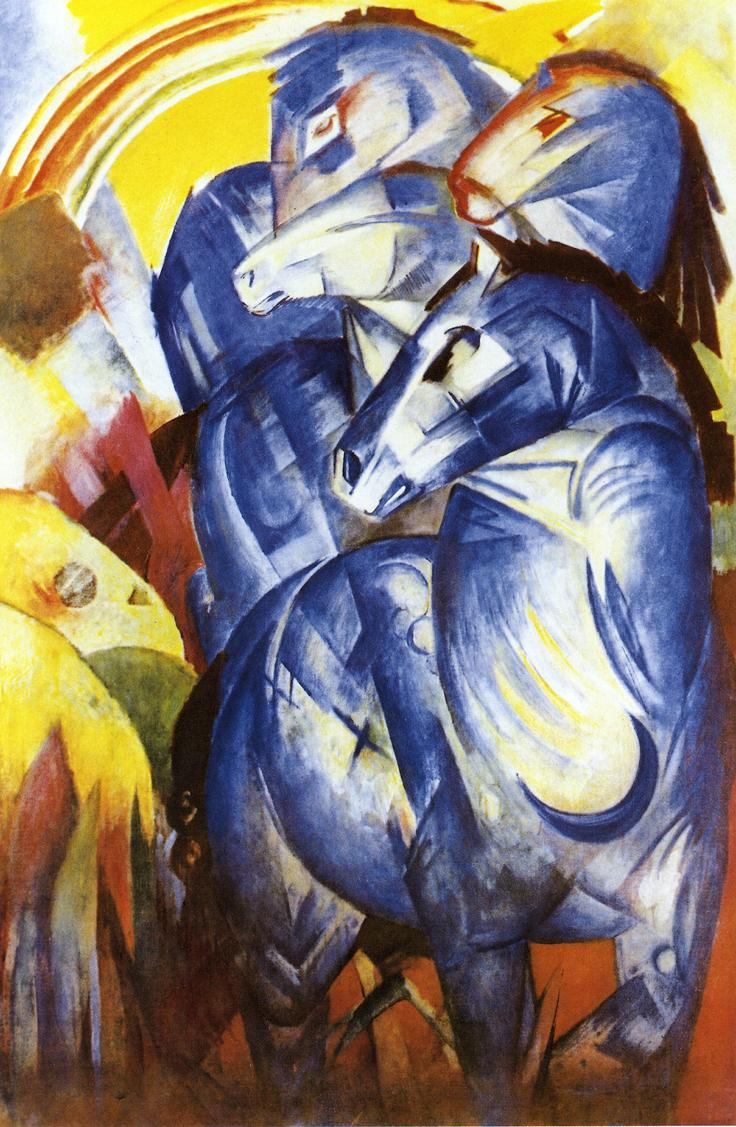
برج الخيول الزرقاء، 1913، مفقودة منذ 1945
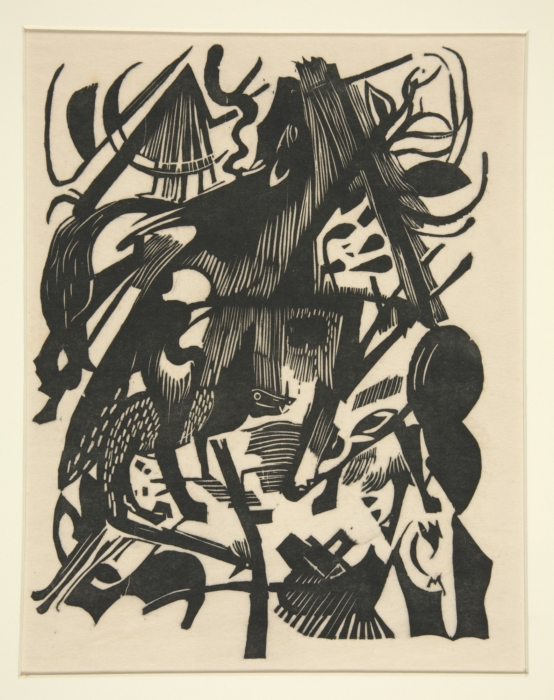
ميلاد الذئاب، 1913، معرض الفنون بجامعة ييل
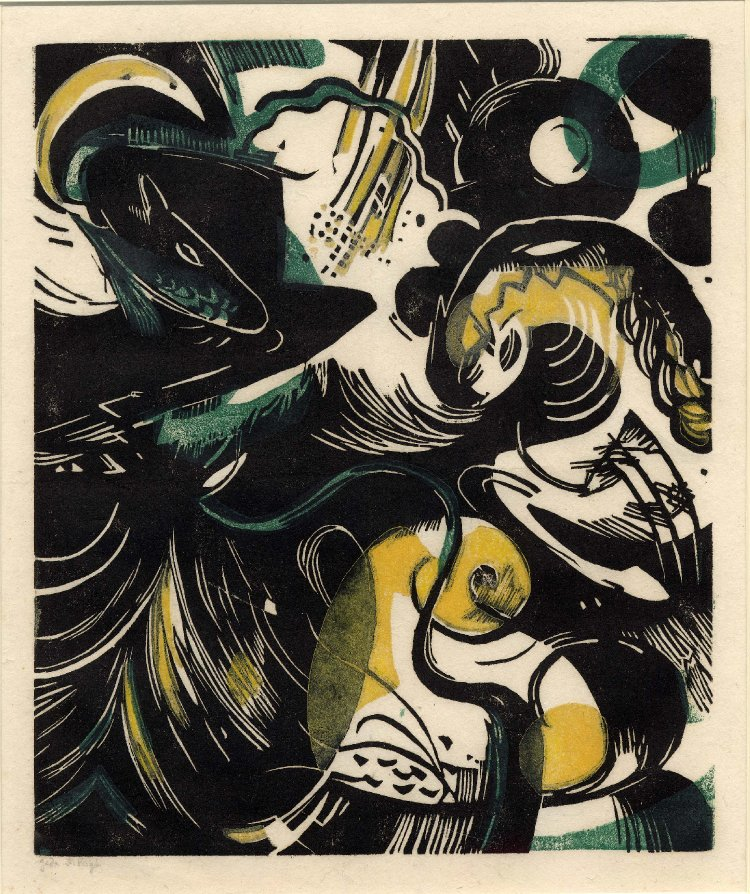
سفر التكوين الثاني، 1914، المتحف البريطاني
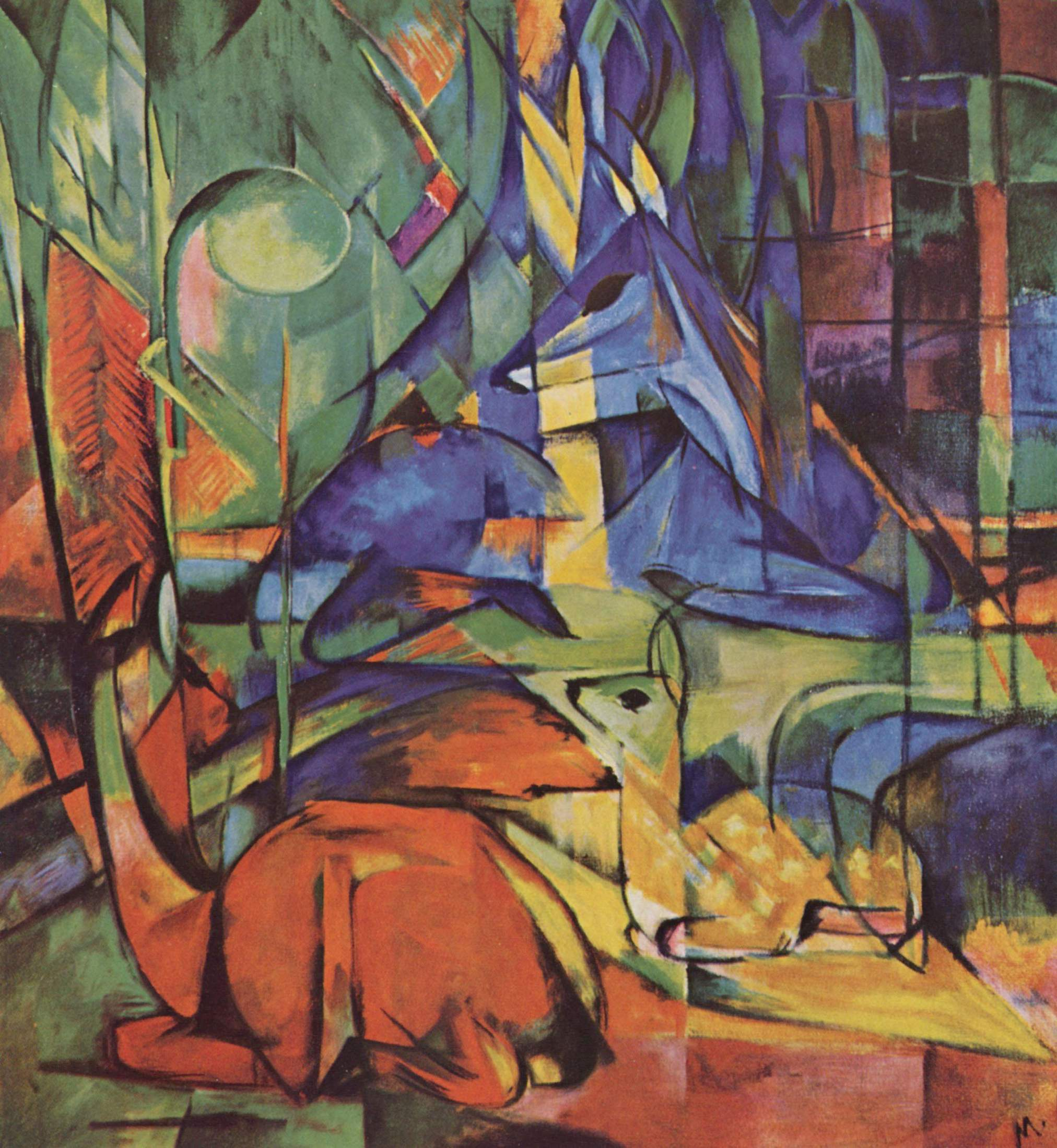
الغزلان في الغابات (الغزلان في الغابات)، 1914
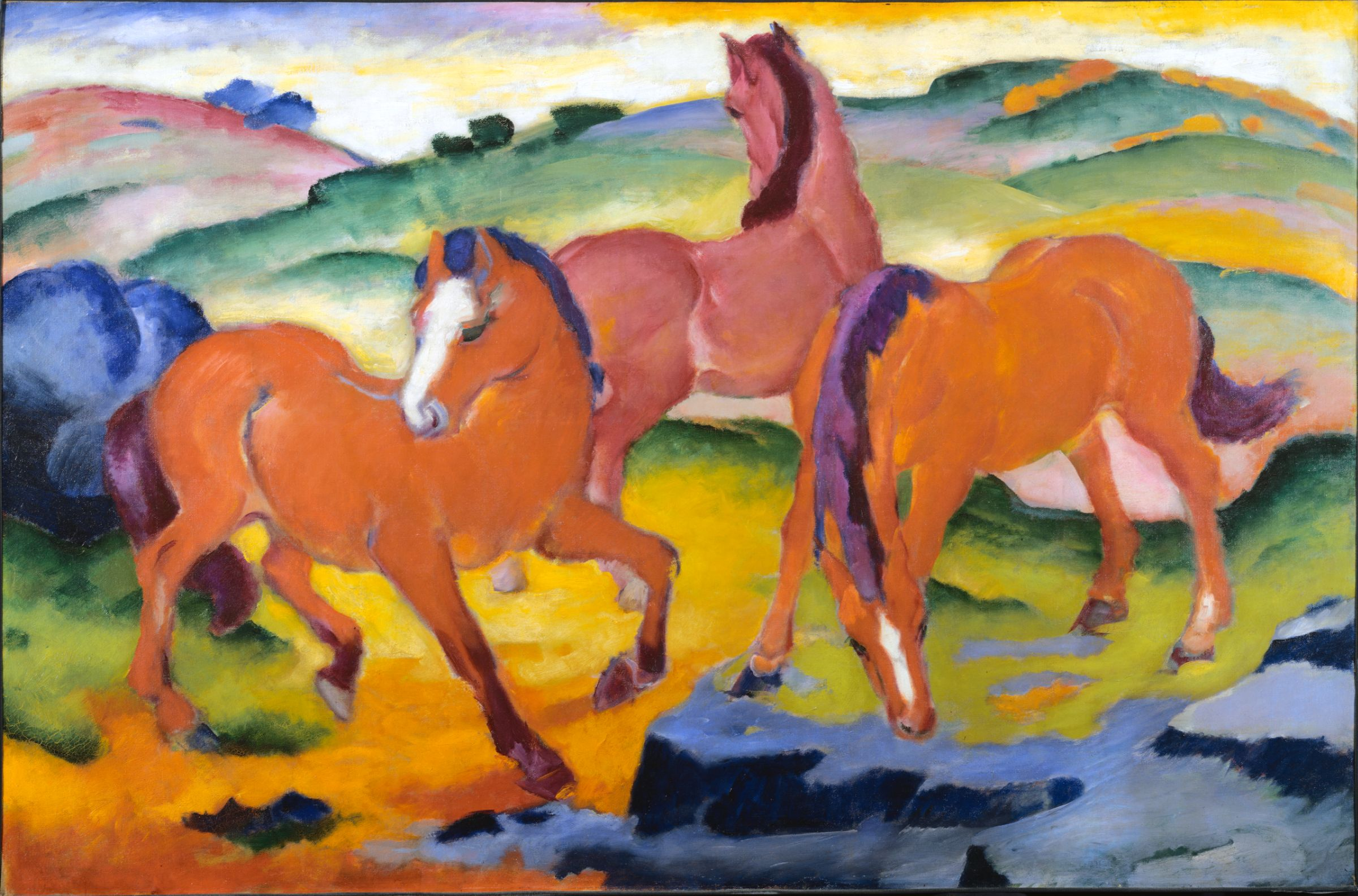
الخيول الحمراء الكبيرة، 1911
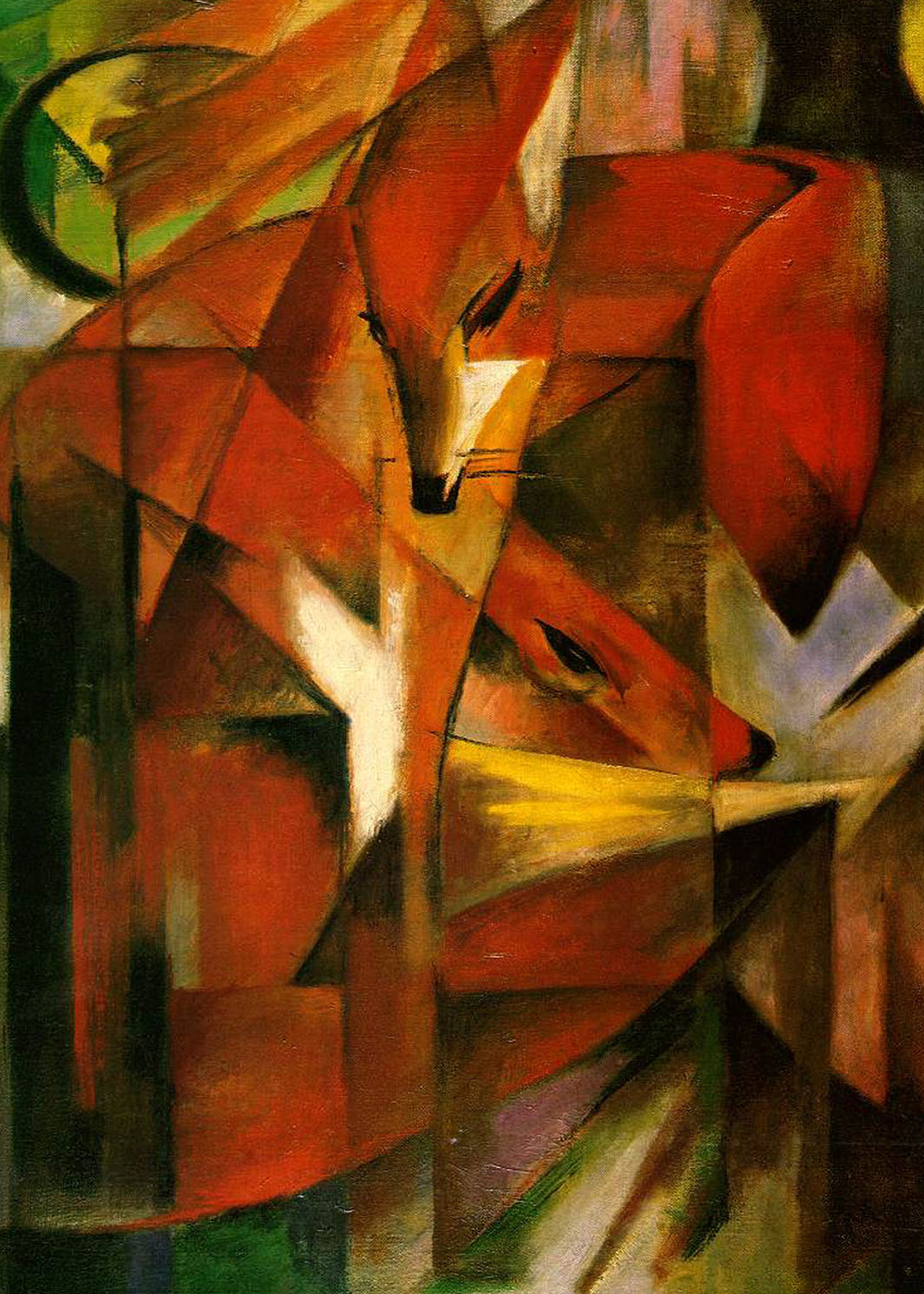
الثعالب، 1913، متحف دوسلدروف للفنون
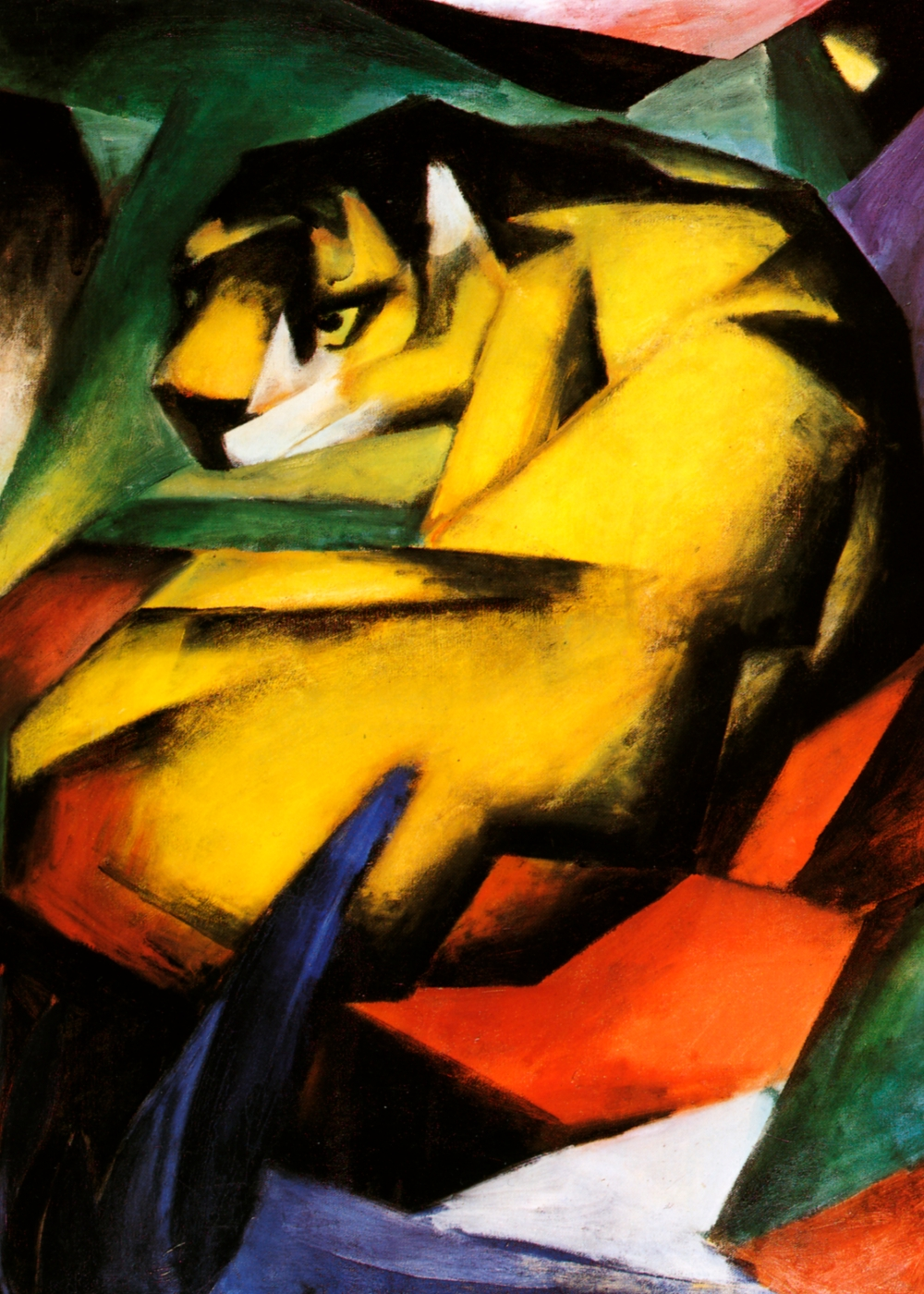
النمرة، 1912، معرض مدينة لنباتشهاوس, ميونيخ

## وصلات خارجية
- فرانتس مارك على موقع الموسوعة البريطانية (الإنجليزية)
- فرانتس مارك على موقع ميوزك برينز (الإنجليزية)
- [<a href="http://hs.riverdale.k12.or.us/~dthompso/art/marc/gallery/">http://hs.riverdale.k12.or.us/~dthompso/art/marc/gallery/ نسخة محفوظة 19 أبريل 2003 على موقع واي باك مشين.</a> Gallery of Marc's work]
- [<a href="http://hs.riverdale.k12.or.us/~dthompso/art/marc/links.html">http://hs.riverdale.k12.or.us/~dthompso/art/marc/links.html نسخة محفوظة 12 فبراير 2003 على موقع واي باك مشين.</a> Links on Marc]
- [<a href="http://www.ibiblio.org/wm/paint/auth/marc/">http://www.ibiblio.org/wm/paint/auth/marc/</a> WebMuseum Franz Marc Page]